# Florian Bissinger
Florian Bissinger est un coureur cycliste allemand, né le 30 janvier 1988 à Munich.

## Biographie
Florian Bissinger naît le 30 janvier 1988 à Munich en Allemagne de l'Ouest.
Membre de Arbö Gebrüder Weiss-Oberndorfer en 2011, il court pour Vorarlberg de 2012 à 2013, avant d'être recruté à partir de la saison 2014 par l'équipe cycliste WSA-Greenlife.

## Palmarès
- 2011[1]
  - Tchibo Cup
  - Grand Prix Vorarlberg
  - Tour de Szeklerland :
    - Classement général
    - 2e étape

  - 2e du Kirschblütenrennen
  - 3e du Tour du Burgenland
- 2012
  - 3e de Paris-Mantes-en-Yvelines
- 2013
  - 1re étape du Tour de Haute-Autriche
  - 2e du Grand Prix Vorarlberg
- 2014
  - Tchibo Cup
  - Flachgauer Radsporttage
  - 3e du Central-European Tour Košice-Miskolc
- 2015
  - 3e du Raiffeisen Grand Prix
- 2016
  - Prologue du Tour de Bihor

## Classements mondiaux
| Année           | 2010 | 2011 | 2012 | 2013 | 2014 | 2015 | 2016 | 2017 |
| --------------- | ---- | ---- | ---- | ---- | ---- | ---- | ---- | ---- |
| UCI Asia Tour   | 270e |      |      |      |      |      |      |      |
| UCI Europe Tour |      | 202e | 479e | 506e | 372e | 280e | 570e | 841e |